# 于凝祺
于凝祺，直隶静海縣（今天津市靜海區）人，清朝政治人物。
雍正二年（1724年）甲辰科进士，授湖北孝感縣知县。